# Alphonse François Lacroix
Pour les articles homonymes, voir Lacroix.
Alphonse François Lacroix, né à Lignières le 10 mai 1799 et décédé le 8 juillet 1859 à Calcutta, est un missionnaire suisse au Bengale.

## Biographie
Alphonse François Lacroix est né à Lignières, dans la Principauté de Neuchâtel, le 10 mai 1799. Il y fait ses études sous la tutelle de son oncle, nommé Chanel, jusqu'à l'âge de 17 ans,.
En 1816, Lacroix se rend à Amsterdam comme précepteur et y apprend la conversion au christianisme de Tahiti. Il se propose comme missionnaire. Il est d'abord nommé agent de la Société des Missions néerlandaise à Chinsurah, près de Calcutta. Lors de la cession de la colonie à la Compagnie britannique des Indes orientales, il passe à la Société missionnaire de Londres et devient sujet britannique.
Lacroix se marie à Chinsurah et y reste jusqu'en 1827, date à laquelle il déménage à Calcutta. Pendant son séjour, il met en place un mouvement religieux dans les villages au sud et à l'est de la ville ainsi que dans la région des Sundarbans. Il prêche également sur l'île de Sagar, et fait des visites le long de la rivière Ichamati et à la rivière Mathabhanga. Il consacre son temps libre à la révision des Écritures en bengali et à la formation des prédicateurs locaux.
Pendant les 38 années qu'il passe en Asie du Sud, Lacroix n'a effectué qu'une seule visite en Europe. En 1842-3, il passe du temps en Suisse, en France et en Angleterre, faisant connaître son travail missionnaire, notamment à Genève. Il poursuit son pastorat à Calcutta jusqu'à sa mort, le 8 juillet 1859. Il parle bien l'anglais, mais mieux le bengali.

## Famille
Lacroix épouse Hannah Herklots en 1825. Parmi leurs enfants figure Hana Catherine, qui épouse le missionnaire Joseph Mullens.